# IC 473
IC 473 — галактика типу *3 (потрійна зірка) у сузір'ї Малий Пес.
Цей об'єкт міститься в оригінальній редакції індексного каталогу.